# 开元路 (元朝)
开元路为元朝辽阳行省下属的行政机构，管辖中国东北和朝鲜半岛东北部地区。
至元四年（1267年），改开元万户府为辽东路，治所在黄龙府（今吉林省农安县）。二十三年（1286年）改为开元路。大德年间划开元路部分区域设置水达达路。
明朝建立后的最初二十年内，中国东北处在北元势力控制之下。明初，开元路一带为原元丞相也速亥管理，统治秩序一如元朝，直到1387年，明朝二十万军队击败东北地区的元军，迫使纳哈出归附明朝。明太祖建立铁岭卫取代开元路。由于高丽声称对开元路朝鲜半岛北部地区拥有主权，明朝放弃了开元路朝鲜半岛北部的领地，并将铁岭卫改置于辽东奉集堡（今辽宁沈阳东南奉集堡）。 1393年，铁岭卫又从奉集堡移至银州（今辽宁省铁岭市）。
高丽末年和朝鲜王朝初期，李成桂对朝鲜半岛图们江流域加强了管理，招抚居住在该地区的女真人，最终使图们江和鸭绿江成为中朝两国的界河。